# Lépontiens
Les Lépontiens, sont un peuple celtique de la souche indigène de la culture de Golasecca qui résidait dans les abords alpins du lac Majeur.

## Histoire
On emploie improprement son nom pour désigner les populations de langue celtique qui utilisaient, antérieurement au IVe siècle av. J.-C., l'alphabet étrusque pour enregistrer des textes en langue vernaculaire.
Ils appartenaient à l'aire d'influence des insubres et faisaient peut-être partie de leur confédération avant la prise de contrôle de Rome sur cette région, au début du IIe siècle av. J.-C.

Langues de l'Italie au VIe siècle av. J.-C.